# Marcel Pavel
Marcel Pavel (n. 4 decembrie 1959, Independența, România) este un cântăreț român de muzică ușoară. Împreună cu Monica Anghel a reprezentat România la concursul muzical Eurovision 2002 cu piesa „Tell me why”.

## Biografie
Marcel Pavel s-a născut pe 4 decembrie 1959, în satul Independența, județul Galați, dar a crescut și copilărit la Câmpulung Muscel, unde familia lui s-a mutat pe când avea doar 3 ani. Artistul face parte dintr-o familie de muzicieni, tatăl fiind violonist – o parte din educația muzicală primind-o de la dânsul. Frații săi sunt de asemenea instrumentiști, Micky Pavel – saxofon, claviaturi, solo voce, Gigi Pavel – stabilit în Germania, saxofonist profesionist, Gina Pavel pianistă și solistă vocală. Bunicul a fost un rapsod popular cunoscut și îndrăgit: Ion Taraș. Deși mama nu a fost niciodată direct implicată în muzică, Marcel Pavel consideră că îi datorează totul mamei sale.
Marcel și-a arătat pasiunea pentru muzică la vârsta de trei ani, când a început să bată la tobe. A început studiile muzicale la șase ani, în grupa mare, înscriindu-se la Școala de Muzică și Arte Plastice din Câmpulung Muscel (jud. Argeș), la violoncel și pian – auxiliar. Și astăzi, Marcel Pavel își amintește cu mare plăcere și mândrie de orașul Câmpulung Muscel unde și-a petrecut copilăria și a început activitatea artistică.
A urmat Liceul de Muzică și Arte Plastice din Pitești, studiind în paralel în particular percuția, iubind foarte mult stilurile de muzică rock și jazz-rock. Este absolvent al UNMB (Universtatea Națională de Muzică București)-secția Canto clasic.
În prezent este compozitor și poliinstrumentist, cunoscând chitara bas, contrabasul, violoncelul, pianul și percuția. Începând din anul 1981 a susținut nenumărate turnee în străinătate: Olanda, Germania, Italia, Belgia, Franța (Paris), Elveția (Lausanne, Geneva), Austria, Polonia, Egipt, Israel, Statele Unite ale Americii, Spania, Portugalia, Grecia, Turcia, Cipru, Estonia, Republica Moldova.
În urma experienței căpătate de-a lungul acestor ani, în vara lui 2000 a devenit un artist cunoscut la nivel național lansându-se cu melodia „Frumoasa Mea” compusă de Ovidiu Komornik. Despre „Frumoasa Mea” artistul spune că speră să rămână mult timp în inima românilor.
Albumul „Frumoasa Mea” a fost vândut în 250.000 de exemplare, fapt pentru care i s-a acordat Discul de Platină. A colaborat cu numeroase personalități din show-biz-ul românesc și internațional – Monica Anghel, Sanda Ladoși, Luminița Anghel, Nico, Andra, Bodo, Laurențiu Cazan, Elena Cârstea, Costi Ioniță, Lavinia – ex Spicy, soprana Mihaela Stanciu, soprana Irina Iordăchescu, soprana Crina Zancu, Toto Cutogno, Boney M (în concert la Chișinău, în 2006), Smokie (în concert, la Craiova, 40000 de spectatori, 3 iunie 2007) precum și cu Orchestra Filarmonicii George Enescu condusă de Iosif Prunner și Big Bandul Radio condus de Ionel Tudor. A fost membru al formației "Riff" și în anul 1981 a efectuat un turneu de șase luni împreună cu formația Semnal M.
În 2002 a câștigat selecția națională pentru Eurovision 2002 alături de Monica Anghel cu piesa "Tell me why". În finală s-au clasat pe locul nouă, cea mai bună poziție a României în concurs de până atunci.
El este membru al Partidului Ecologist Român.

## Viață personală
Marcel Pavel s-a căsătorit în 1992 cu Violeta Șmîșleaeva, fostă balerină a Teatrului Bolșoi din Moscova. Cuplul are trei copii. Cei doi băieți, Sasha și Richard, sunt amândoi interesați de oportunitatea unei cariere muzicale. În 2013, Violeta i-a dăruit și o fetiță, care a primit două nume Ioana și Iuvenalia după bunicul ei din partea mamei.

## Premii
- 1996 - Premiul „Vocea de la miezul nopții” al Editurii Actualitatea Muzicală (Revistă bilunară editată de Uniunea Compozitorilor și Muzicologilor din România)
- 2000 - Premiul „Vocea anului” al Editurii Actualitatea Muzicală
- 2000 - Premiul de popularitate la Festivalul de Muzică Ușoară de la Mamaia, cu melodia „Frumoasa Mea”
- 2000 - Premiul I al „Societății Române de Radio”, la secțiunea „Interpreți de muzică pop”
- 2000 - Locul I, „Vedeta Anului” al „Premiile Redacției Muzicale”
- 2000 - Locul I, „Piesa Anului” cu melodia „Frumoasa Mea” al „Premiile Redacției Muzicale”
- 2001 - Premiul „Cel mai bun debut" din partea „Premiile Industriei Muzicale"
- 2001 - Premiul I la secțiunea creație, împreună cu compozitorul Raymond Vancu, pentru melodia „Unde ești" la Festivalul de Muzică Ușoară Mamaia
- 2002 - Premiul „Cea mai bună voce masculină", secțiunea pop, din partea „Premiile Industriei Muzicale"
- 2002 - Premiul „Omul Lunii" și „Evenimentul Lunii - Eurovision 2002" de către „VIP TOP Exploziv"
- 2002 - Prima calificare la „Eurovision" în istoria acestui concurs, împreună cu Monica Anghel, Ionel Tudor și Mirela Fugaru
- 2003 - Premiul „Cel mai bun album pop" („Te vreau lângă mine") din partea „Premiile Muzicale Radio România"
- 2005 - Diploma „10 pentru România" (nominalizat la categoria „Cel mai bun interpret vocal") din partea "Realitatea TV"
- 2006 - Premiul II la secțiunea creație cu melodia „De dragul tău" compusă de Andrei Tudor la Festivalul de Muzică Ușoară Mamaia
- 2006 - Diploma de excelență din partea TVR pentru rolul avut în istoria televiziunii române.

În 2013 a abținut premiul „The Best Live Act 2013" pentru concertul „Very Classic" prezentat la Sala Palatului în București acompaniat de peste 140 de muzicieni și artiști. Concertul a avut loc în aceeași zi cu lansarea dublului CD „Very Classic".

## Discografie
- Frumoasa mea (2000)
- Concert live la Ateneul Român – Marcel Pavel și invitații săi (2001)
- Te vreau lângă mine (2001)
- Doar pentru tine (2004)
- De dragul tău (2007)
- „The best of" (2010)
- „Nu Te Mai Am" (2011)
- „Very Classic" (2013) - Dublu CD
- „Marcel Pavel & Bucharest Symphony Orchestra live in concert - Very Classic" (2013) - DVD